# Ze’ew Zerizi
Ze’ew Zerizi (Zrizi), hebr. זאב זריזי (ur. 1916 w Wyszkowie, zm. 3 sierpnia 2011) – izraelski polityk, drugi w historii mer izraelskiego miasta Beer Szewa. Sprawował tę funkcję w latach 1961-1963.